# سند سیتی (کالیفرنیا)
سند سیتی (به انگلیسی: Sand City) شهری در شهرستان مونتری ایالت کالیفرنیا است که در سرشماری سال ۲۰۱۰ میلادی، ۳۳۴ نفر جمعیت داشته است.